# Нассер ибн Хамад Аль Халифа
Нассер ибн Хамад Аль Халифа (араб. ناصر بن حمد آل خليفة‎; род. 8 мая 1987, Эр-Рифа-эш-Шарки) — сын короля Бахрейна Хамада ибн Исы, офицер и спортивный функционер.

## Биография

### Происхождение и образование
Родился 8 мая 1987 года в семье Хамада ибн Исы и его второй жены Шейи бинт Хассан Аль Храйеш Аль Аджми.
Получил образование в Национальной школе ибн Хулдуна, а затем уехал в Великобританию, где поступил в Королевскую военную академию в Сандхерсте, которую закончил в 2006 году в звании второго лейтенанта. Помимо этого он также посещал курсы военной подготовки, а также учился в Университете морской пехоты США, который закончил в 2011 году.

### Военная карьера
С 2008 по 2011 годы проходил службу в Королевской гвардии Бахрейна, после прохождения которой был назначен командующим Королевской гвардии сил обороны. В качестве командующего Королевской гвардии он занимался развитием этого рода войск, а также занимался стратегическим планом военных операций.
В составе своего подразделения он участвовал в военной операции в Йемене в двух операциях «Буря решимости» и «Возрождение надежды».
В июле 2020 года был назначен генеральным секретарём Высшего совета обороны.

### Государственная карьера
С 2009 по март 2019 года возглавлял Олимпийский комитет Бахрейна, после чего ушёл в отставку для того, чтобы сосредоточиться на должности председателя Высшего совета по делам молодёжи и спорта, главой которого он является с 2010 года.
В 2021 году был назначен заместителем председателя высшего комитета по энергетике и природным ресурсам, который отвечает за расширение добычи нефти. Помимо этого он также является председателем правления компании Nogaholding, которая отвечает за устойчивое производство энергии, разрабатывая альтернативные источники энергии.

### Спортивная карьера
Участвовал в Летних Азиатских играх 2006 года, где в соревнованиях по конному спорту в дисциплине конные пробеги завоевал серебряную медаль. Через год, он участвовал на чемпионате Европы 2007 года, где в командных соревнованиях завоевал серебряную медаль.
В 2022 году на своей лошади Лола де Джалима выиграл три соревнования, среди них чемпионат мира среди молодых лошадей, а до этого были две гонки на этапах в Словакии.

### Семья
Его единственной женой является Шайха бинт Мухаммед Аль Мактум (род. 1992), дочь эмира Дубая Мохаммеда ибн Рашида Аль Мактума, у супругов 4 сына и дочь.

### Благотворительность
Возглавляет Попечительский совет Королевской благотворительной организации, участвуя в развитии организации.